# Hendrik van Cuijk (1320-1371)
Hendrik van Cuijk was heer van Rijkevorsel, Brecht en Zundert en voogd over Hoogstraten. Hij trouwde omstreeks 1355 met Gertrudis Couterel. Nadat Gertrudis' vader Pieter Couterel in ongenade was gevallen en het leen verbeurd was verklaard, werd Hendrik in 1366 beleend met de heerlijkheid Asten. Het echtpaar kreeg een zoon, namelijk Jan IV van Hoogstraten, die zijn vader zou opvolgen.
In het begin van de 15de eeuw kreeg Vorsel een nieuwe benaming: Rijkevorsel. Volgens sommigen kwam dat omdat Vorsel een zekere welstand uitstraalde. Volgens anderen is het een eerbetoon aan Hendrik Van Cuyck. De betekenis is dan: Vorsel van Rik.
Hendrik van Cuijk had minder over de heerlijkheid te vertellen dan voorheen. Uitdrukkelijk stelde de hertog dat hij het hoogste gezag had. Dit werd heel duidelijk vastgelegd door hertog Wenceslaus in een document van 1366. Wel had hij lokale bevoegdheden.
In 1367 gaf Hendrik gemeenterechten aan de bewoners van Asten in ruil voor een jaarlijkse cijns.
Hendrik van Cuijk sneuvelde op 22 augustus 1371 in de Slag bij Baesweiler in dienst van de hertog van Brabant. Dit was een slag van de hertog van Brabant tegen de hertogen van Gelre en Gulik, die door Brabant werd verloren. Hieromtrent werd een heldendicht geschreven in de Rymkronyk van Brabant, waarin de heldendaden van Hendrik, waaronder het doden van 70 vijanden, in lyrische bewoordingen werden beschreven.